# Huh Mi-mi
Huh Mi-mi (koreanisch 허미미; geboren am 19. Dezember 2002) ist eine südkoreanische Judoka. Sie gewann eine Goldmedaille in der Klasse bis 57 kg beim Judo Grand Slam Tiflis 2022 und beim Judo Grand Slam Abu Dhabi 2022 sowie bei den Judo-Weltmeisterschaften 2024.
Huh nahm an den Judo-Junioren-Weltmeisterschaften 2019 teil. Bei den Weltmeisterschaften 2022 und 2023 belegte sie den fünften Platz. Bei den Olympischen Spielen 2024 in Paris gewann sie die Silbermedaille im Einzelwettbewerb und Bronze mit der Mannschaft.